# Christiana von Schönborn-Buchheim
Christiana von Schönborn-Buchheim, született Christiana Maria Elisabeth Mautner Markhof, (Bécs, 1928. január 23. – ?, 2018. június 13.) osztrák arisztokrata, házassága révén a Schönborn család tagja, Munkács díszpolgára.

## Pályafutása
Floridsdorfban, majd Simmeringben nőtt fel; a nyarakat a család Brioniban töltötte.
Első, Johann Heinrich von Tintivel kötött házasságából két gyermeke született, Isabella és Alexander.

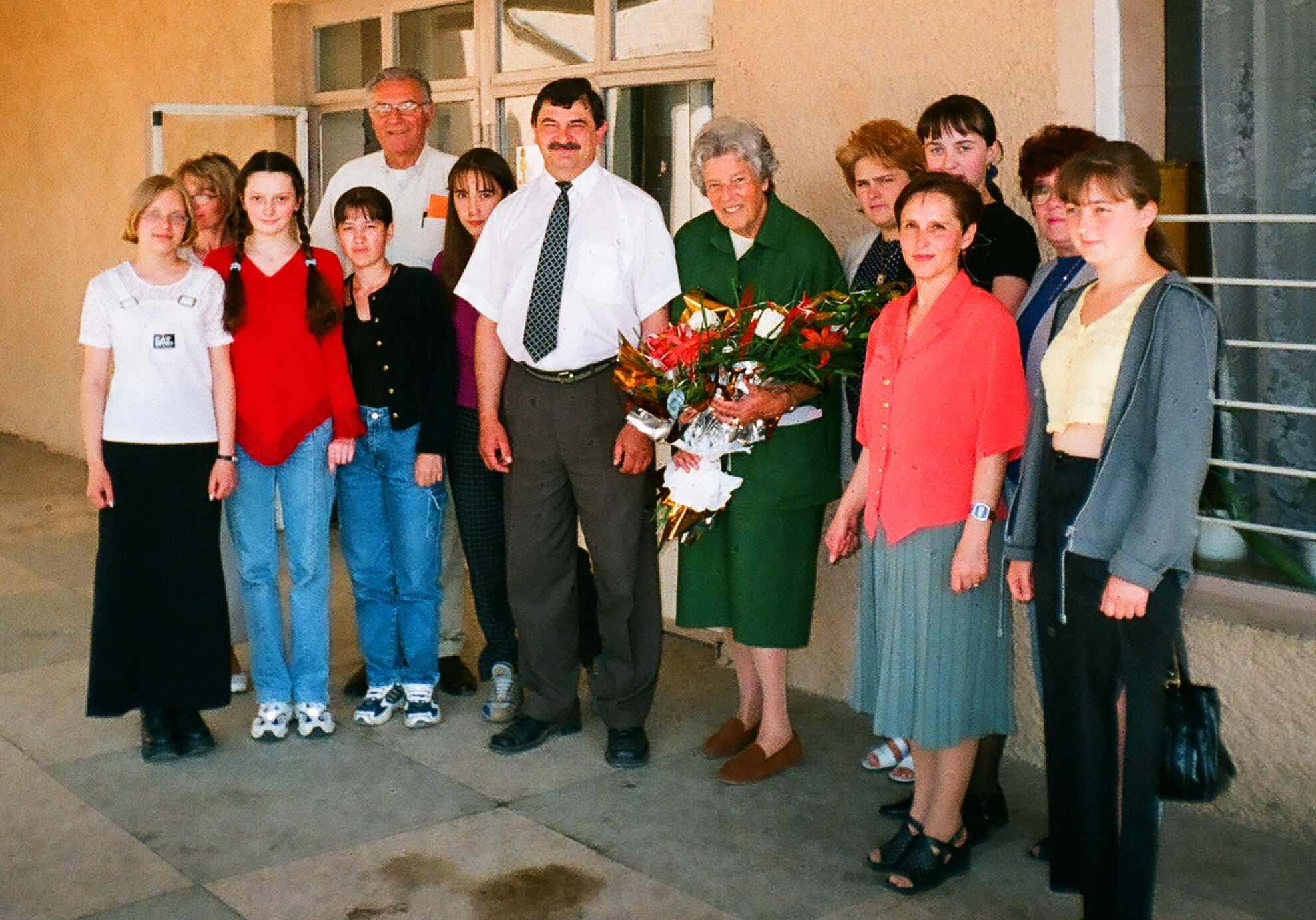
Christiana von Schönborn-Buchheim meglátogatja a munkácsi 7. sz. középiskolát (2012)

Másodjára Schönborn-Buchheim Györgyhöz ment feleségül, akivel a göllersdorfi Schönborn-kastélyban élt. Férje az államosításig hatalmas uradalommal rendelkezett Kárpátalján. Christiana az ezt követő időszakban sem veszítette el a kapcsolatot a térséggel: élete végéig adományokat gyűjtött az egykori uradalom lakóinak, és 1997-től Munkács díszpolgáraként is kötelességének érezte támogatni a rászorulókat. A Szovjetunió összeomlása után több mint negyven alkalommal látogatott Kárpátaljára, és anyagilag is támogatta a helyi német kulturális szervezeteket.
Haláláig a művészetek mecénása és az osztrák kulturális élet nagyasszonya volt: minden hónapban fiatal művészek gyűltek össze nála Bécs belvárosában, hogy házikoncerteket adjanak a közönségnek.